# Ilunga Eduards
Ilunga Eduards (Paramaribo, 2 november 1991) is een Surinaams voetballer die speelt als middenvelder.

## Carrière
Eduards maakte zijn debuut in 2010 voor SV Botopasi waarmee hij uitkwam in de derde klasse. De volgende seizoenen slaagde de club erin om naar de eerste klasse door te stoten. Na het seizoen 2011/12 wist de club de tweede klasse te bereiken na SV Real Saramacca te hebben verslagen in de play-offs. In het seizoen 2013/14 werden ze tweede in de tweede klasse en wisten de play-off te winnen tegen SV Boskamp waardoor ze het volgende seizoen in de hoogste klasse zullen uitkomen. Na een seizoen in de hoogste klasse zette hij een stap terug naar SCV Jong Rambaan waarmee hij uitkwam in de tweede klasse maar wist ook met hen promotie naar de hoogste klasse af te dwingen. Halverwege het seizoen 2016/17 zette hij de overstap terug naar SV Botopasi waarmee hij al eerder in de eerste klasse uitkwam. In 2018 ging hij spelen voor SV Leo Victor.
In 2013 maakte hij zijn debuut voor Suriname, het bleef bij deze ene interland.